# Daniel Wagner (Kabarettist)

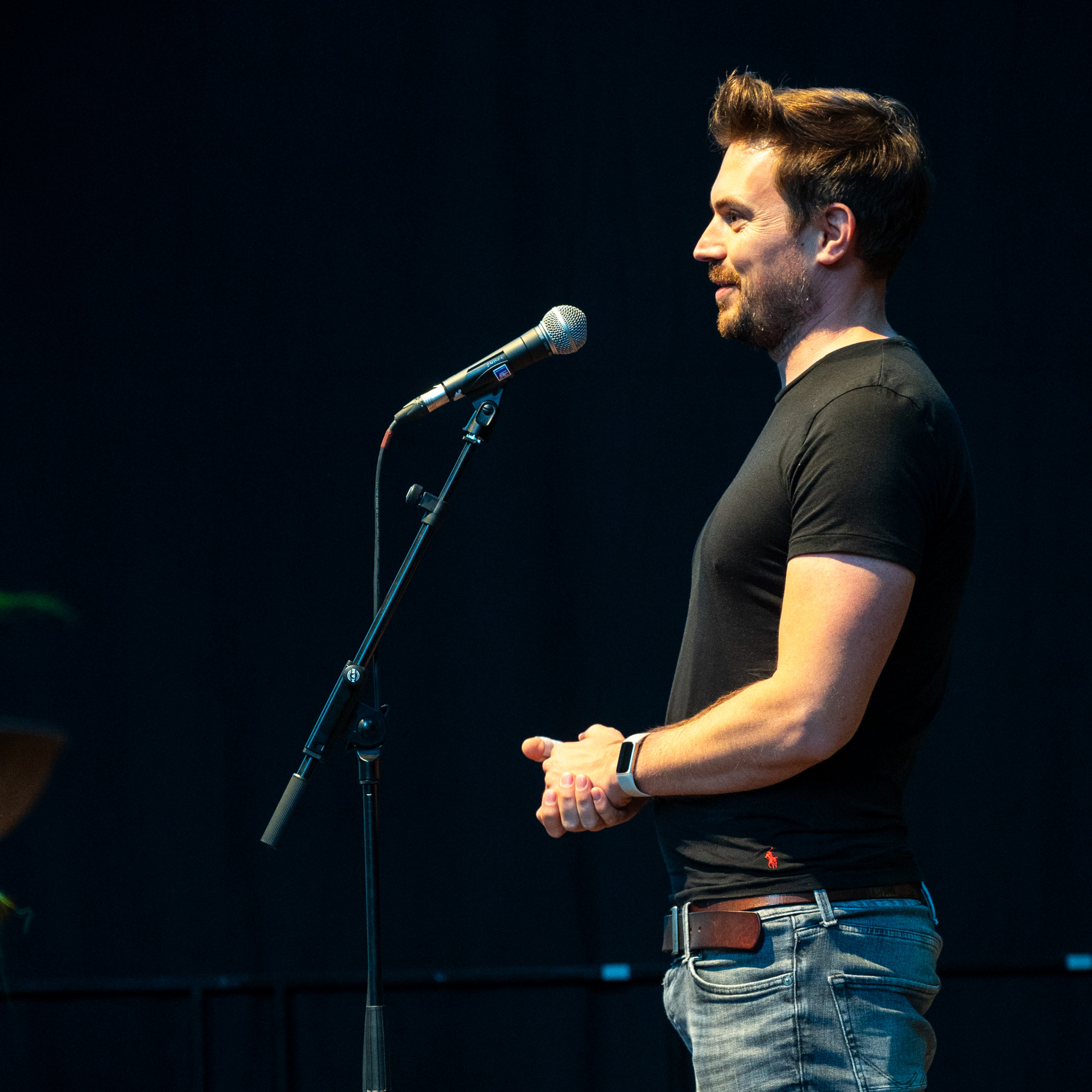
Daniel Wagner bei einem Event des Dichterwettstreit deluxe (2023).

Daniel Wagner (* 9. April 1984 in Basel) ist ein deutscher Slam-Poet, Kabarettist, Autor und Politiker.

## Leben
Daniel Wagner wuchs in Lörrach auf und wohnt seit 2005 in Heidelberg, wo er Germanistik, Geschichte und Latein studierte.

## Slam-Poetry und Kabarett
2005 begann Daniel Wagner als Slam Poet im gesamten deutschsprachigen Raum aufzutreten. Inzwischen ist er Rekord-Finalist bei den deutschsprachigen Meisterschaften im Poetry Slam, konnte sie allerdings im Gegensatz zu den baden-württembergischen Meisterschaften nie für sich entscheiden. Sein Programm hat sich seit seiner Bühnenpremiere in Richtung Kabarett entwickelt, was sich durch seine Teilnahme bei der Kabarettbundesliga zeigt. Zudem gibt Daniel Wagner Workshops im Poetry Slam und kreativen Schreiben.

## Politik
Daniel Wagner ist Mitglied der Satire-Partei Die PARTEI. 2019 war er auf dem zweiten Listenplatz der PARTEI bei der Kommunalwahl in seiner Wahlheimat Heidelberg. 2020 wurde er zum zweiten Vorsitzenden des Kreisverbands Heidelberg gewählt. Bei der Bundestagswahl 2021 war er auf dem zwölften Listenplatz für die PARTEI in Baden-Württemberg. Für die Kommunalwahl in Heidelberg 2024 kandidiert er auf dem ersten Listenplatz.
Im Rahmen einer Satire-Aktion nominierte die PARTEI als Spitzenkandidaten zur Europawahl 2024 neben Martin Sonneborn und Sibylle Berg eine „Gruppe Wagner“ (wie die gleichnamige russische paramilitärische Organisation Gruppe Wagner) von PARTEI-Mitgliedern mit gleichem Nachnamen. Teil dieser Gruppe war Daniel Wagner, der in der FAZ zitiert wird mit: „Ich bin Daniel Wagner. Und im Gegensatz zu Prigoschin bin ich schon öfter abgestürzt.“, wobei er auf den Flugzeugabsturz des russischen Oligarchen Jewgeni Wiktorowitsch Prigoschin anspielte.
Daniel Wagner arbeitet aktuell für den Heidelberger Gemeinderatsabgeordneten Björn Leuzinger der PARTEI als Büroleiter.
Seine politischen Forderungen hat er in einem kabarettistischen Stück ausformuliert, mit welchem er sich bei der Kommunalwahl in Heidelberg bewarb. Dabei forderte er unter anderem, Träger von Diesel-Jeans sollten ein Dieselverbot erhalten, einen lückenlosen Übergang von Bafög zur Rente sowie kostenfreie „Always Ultra“ für „Fußballhooliganinnen“.

## Veröffentlichungen
- Voll Assi Muse. tinx, Heidelberg 2013. ISBN 978-3-00-043293-4.

### Beiträge in Anthologien
- Eine Geschichte. In: „Textsorbet – Volume 1. 28 Poeten & Poetinnen präsentieren ihre besten Bühnentexte“ (Hrsg. Elias Raatz), Dichterwettstreit deluxe, Villingen-Schwenningen 2019. ISBN 978-3-9820358-0-2.
- KÄSIDA. In: „Textsorbet – Volume 2. Die Poesie schlägt zurück“ (Hrsg. Elias Raatz), Dichterwettstreit deluxe, Villingen-Schwenningen 2020. ISBN 978-3-9820358-1-9.

## Auszeichnungen
- 2010: baden-württembergischer Meister im Poetry Slam[14]
- 2010: Vizemeister der deutschsprachigen Meisterschaften im Poetry Slam[15]
- 2012/2014/2016/2017/2021: Finalist der deutschsprachigen Meisterschaften im Poetry Slam
- 2016: rheinland-pfälzischer Meister im Poetry Slam[16]
- 2018: baden-württembergischer Meister im Poetry Slam[17]
- 2018: Vizemeister der deutschsprachigen Meisterschaften im Poetry Slam[18]
- 2022: Sieger der Poetry-Slam-Trilogie «laut & deutlich»[19]
- 2023: baden-württembergischer Meister im Poetry Slam[20]